# The best of moje getto
The best of moje getto – trzeci album Piernikowskiego, wydany 17 października 2019 przez Asfalt Records (nr kat. AR-C171). Nominacja do Fryderyka 2020 w kategorii «Album Roku Alternatywa».

## Lista utworów
| Nr  | Tytuł utworu                       | Długość |
| --- | ---------------------------------- | ------- |
| 1.  | „Enter the getto”                  | 2:50    |
| 2.  | „Salka” (+ Hades)                  | 3:18    |
| 3.  | „White sage”                       | 2:53    |
| 4.  | „Horyzont” (+ Brodka)              | 4:43    |
| 5.  | „Drive by”                         | 5:04    |
| 6.  | „Dobre duchy” (+ Kacha Kowalczyk)  | 6:03    |
| 7.  | „Białas chciałby” (+ Adam Repucha) | 3:11    |
| 8.  | „Być jak”                          | 3:55    |
| 9.  | „Abhajamudra”                      | 1:59    |
| 10. | „Best of moje getto”               | 5:15    |
|     |                                    | 39:11   |